# Хунань Биллоуз
«Хунань Биллоуз» — китайский футбольный клуб из провинции Хэнань, город Чанша, выступающий во второй по значимости китайской лиге Цзя-А. Домашней ареной клуба является стадион университета Южного Китая вместимостью 55000 человек. Спонсор команды — компания «Байшицзяо Вайн» англ. Baishijiao Wine.

## История клуба
«Хунань Биллоуз» — в настоящее время является единственным профессиональным клубом в провинции Хунань. Ведет свою историю от команды вооруженных сил провинции, которая была создана в 2004 году, выступала в Первой лиге. В 2006 году по итогам выступлений покинула второй дивизион. В итоге, в 2007 году создается новая команда ФК «Хунань Биллоуз», которая продолжает выступления в третьем дивизионе, И-Лиге. В 2009 году команда становится чемпионом третьей лиги и получает право вновь выступать в Первой лиге.

## Стадионы
Ранее команда выступала на Народном многоцелевом 55-тысячном стадионе Хэлун, который был назван в честь коммунистического и военного лидера Хэ Луна, который родился в этой провинции. В 2011 году команда переехала на стадион университета Южного Китая, который вмещает 22 тыс. человек.

## Эмблемы клуба

2004-2011
2011-н.в.

## Результаты
За всё время выступлений
По итогам сезона 2012
| Сезон    | 2004 | 2005 | 2006 | 2007 | 2008 | 2009 | 2010 | 2011 | 2012 |
| -------- | ---- | ---- | ---- | ---- | ---- | ---- | ---- | ---- | ---- |
| Дивизион | 2    | 2    | 2    | 3    | 3    | 3    | 2    | 2    | 2    |
| Место    | 14   | 12   | 13   | 31   | 31   | 1    | 6    | 4    | 12   |

- ↑  на групповой стадии
- ↑  в финальном раунде групповой стадии

## Тренерский штаб
| Позиция в клубе           | Персонал              |
| ------------------------- | --------------------- |
| Главный тренер            | Томаж Кавчич          |
| Помощник главного тренера | н/д                   |
| Тренер вратарей           | Лю Хун                |
| Физиотерапевт             | Дэн Кунь Ван Синцюань |